# Xã Minnie, Quận Beltrami, Minnesota
Xã Minnie (tiếng Anh: Minnie Township) là một xã thuộc quận Beltrami, tiểu bang Minnesota, Hoa Kỳ. Năm 2010, dân số của xã này là 26 người.